# Archeosofia

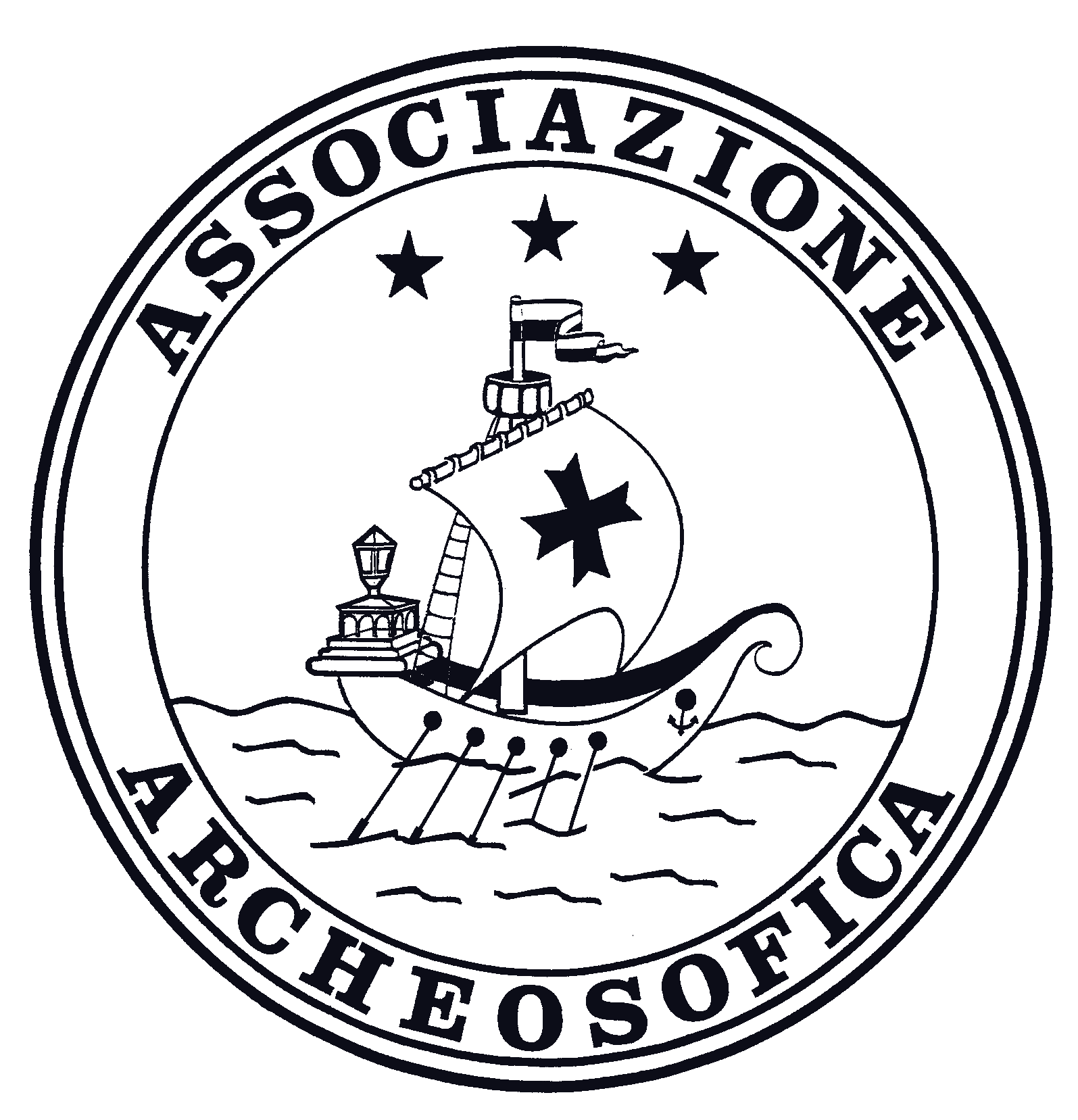
Stemma della Società Archeosofica

L'archeosofia o «scienza dei Princìpi» è una dottrina esoterico-cristiana elaborata dall'esoterista italiano Tommaso Palamidessi (1915-1983) alla fine degli anni sessanta.

## Archeosofia
(dal greco ἀρχη, 'principio', e σοφία, 'sapienza') vocabolo coniato da Tommaso Palamidessi la cui etimologia proviene dal greco archè, Principio dei Princìpi, e sofìa, che corrisponde a scienza, sapienza, quindi: scienza dei princìpi. Prima di giungere alla formulazione dell'archeosofia Palamidessi studiò e scrisse di alchimia, kabbalah, yoga, astrologia. Queste e altre materie sono trattate e integrate con il cristianesimo nella dottrina archeosofica. L'autore ritiene che ogni religione sia un raggio di un'unica e immutabile rivelazione divina conferita agli uomini e alle donne in tempi diversi, a più riprese e secondo la mentalità del luogo e dell'età del popolo. L'archeosofia è una forma di esoterismo cristiano eclettico che attinge i suoi insegnamenti, oltre che alle tradizioni occulte dell'Occidente (teosofia, ermetismo, cabala, alchimia e astrologia), al tantrismo indiano e al cristianesimo della Chiesa ortodossa. Importante è pure la tradizione dei primi Padri della Chiesa preconciliare, quali Clemente Alessandrino e Origene, che fecero confluire nelle teologia cristiana antica spunti dottrinali provenienti dalla gnosi, dall'ermetismo e dall'Oriente, e che fondarono un'esegesi esoterica, a più livelli, del testo biblico.
L'archeosofia è descritta dall'autore come l'anello di congiunzione tra la tradizione occidentale e quella orientale, concentrando in se stessa le varie discipline spirituali. Tuttavia, per Palamidessi, l'archeosofia non può essere considerata come un compendio o mera sintesi, bensì una rivelazione adatta per i tempi odierni, epoca in cui è sorta la necessità di coniugare la fede e la scienza. 

### Archeosofia come metodo sperimentale
Nei suoi scritti Palamidessi si riferisce all'archeosofia come una "filosofia a posteriori". L'archeosofia è vista dal suo autore come “metodo spirituale puro” e come "esperienza che fa risalire ai primi princìpi, attraverso la pratica delle numerose ascesi". Nei "Quaderni di Archeosofia" sono ricorrenti i termini “esperimento”, “esperienza”, “sperimentatore”. Il campo di sperimentazione propone vari tipi di indagini: “dalle sperimentazioni parapsicologiche del ricordo delle vite passate a quelle metafisiche trascendenti delle esperienze misteriche del Santo Graal”. L'archeosofia attribuisce quindi la massima importanza alle indagini dei propri sperimentatori. Più nello specifico, Palamidessi stesso propone tre esperimenti pratici quali: il ricordo delle vite passate, lo sdoppiamento e una forma particolare di profetismo detto "ultrafanico". Suddetti esperimenti dovrebbero portare a maturare nello sperimentatore la convinzione della sopravvivenza dell'anima dopo la morte e dunque della necessità di procedere con gli studi e le ascesi archeosofiche.

### L'archeosofia come dottrina
La struttura degli insegnamenti archeosofici è costituita dai “Quaderni di Archeosofia”, cioè monografie a tema che contengono gli studi, le ricerche e gli esperimenti effettuati dall'autore. Ogni quaderno presenta una struttura caratterizzata da: preliminare comparazione dell'argomento con le varie dottrine religiose anche attraverso un esame storico, esame analitico dell'argomento, descrizione degli esperimenti svolti dall'autore, descrizione illustrativa dell'esperimento e istruzioni per la riproduzione dello stesso. Palamidessi in tal modo propone al lettore un percorso che dovrebbe portarlo alla conoscenza di sé stesso, del cosmo e di Dio.
Secondo l'autore, l'archeosofia "facilita la conoscenza dei mondi superiori tramite lo sviluppo nell'uomo di nuovi sensi definiti spirituali”.

### La teologia

#### Apofatismo e illusionismo cosmico
Alla base della dottrina archeosofica c'è l'assunto che tutto quello che esiste nell'universo ha origine da Dio, motore supremo della vita cosmica, nel medesimo tempo immanente, trascendente e personale. Riprendendo i temi dell'apofatismo cristiano ortodosso, benché l'essenza divina sia inconoscibile, allo stesso tempo è considerata l'unica realtà da cui tutti i mondi originano e prendono vita.
Le creature hanno una sola risorsa, quella di affermare che Dio non è, ossia di poter conoscere che Egli non è assimilabile, paragonabile ad alcune immagini, a nessuna creatura, né alcuna parola può esprimere il suo Essere.
In questa visione, se Dio è l'unica realtà, i fenomeni sarebbero solo apparenti e gli stati di coscienza si potrebbero considerare come l'effetto di un'illusoria e temporanea frammentazione dello Spirito unico creato da Dio.
Ci troviamo davanti a una Realtà assoluta, trascendente, increata che è Dio, e una realtà relativa, contingente, creata o Spirito Unico di cui tutti gli spiriti, in tutto il Cosmo, sono dei punti di luce creata, dei punti di spirituale essenza, l'essenza dello Spirito Unico di Adamo. Punti illusori, idee e pensieri prodotti dello Spirito che, se Dio volesse, potrebbero anche sparire nel nulla, come dal nulla sono stato portati all'essere.
La problematica del possibile rapporto tra la divinità assoluta, intangibile e trascendente, con l'umanità e l'universo materiale, soggetto al divenire temporale e illusorio, viene affrontata da Palamidessi mediante tre concetti fondamentali ripresi contemporaneamente dalla cabala, dalla teologia ortodossa, dall cristianesimo orientale e dalla teosofia antica, ovvero:
- Lo Tzimtzum, concetto tipico del sistema cabalistico lurianico del XVI secolo.
- Le "energie divine increate", discusse dal teologo ortodosso San Gregorio Palamas.
- Il concetto di "Sofia", trattato da Jacob Böhme nel XIV secolo e poi ripreso dai teologi ortodossi quali Vladimir Solov'ëv e Pavel Florenskij.

#### La Genesi svelata
Richiamando la dottrina delle Sefirot tipica della tradizione cabalistica, Palamidessi considera rilevante il concetto delle "Divine energie increate", quali potenze ordinatrici grazie alle quali è possibile il legame tra le creature e Dio Infinito, inteso quale divinità nascosta di natura incomunicabile.
"Le Sefirot sono intuite come forze divine intermediarie fra Dio e il creato, numeri, forze con le quali l'assoluto si estrinseca e si manifesta".
Distaccandosi dalle visioni panteistiche tipiche dell'esoterismo indiano o di alcune branche della Cabala, Palamidessi si attribuisce una prospettiva cristiana.
"Quando la Trinità volle creare da nulla il mondo, rese creativamente attiva la sua increata energia, la seconda delle sue dieci luci che la tradizione esoterica d'Israele nomina Chokhmà o Sapienza creata; la Sephirà Chokhmà in cooperazione con il Logos o Sapienza di Dio, rese operante nel piano di Assiah (mondo della creazione) ciò che la Rivelazione indica come Sofia, la Sapienza creata, primogenita fra tutte le creature".
L'uomo e la donna, sono considerati dall'archeosofia un riflesso o un'immagine della divinità poiché risentono dell'influsso di queste energie increate, grazie alle impronte impresse nei corpi sottili sotto forma di vortici di energia spirituale, i cosiddetti chakra della tradizione indù e definiti da Palamidessi "centri di forza".

#### La sofiologia
Palamidessi integra nel suo sistema teologico e cosmologico la figura della Sofia già nota nella teologia ortodossa di Vladimir Lossky, Pavel Evdokimov, Vladimir Soloviev e Sergej Bulgakov, presentando una metodologia ascetica, che permetterebbe all'uomo e alla donna di entrare in contatto con questa personalità cosmogonica.
Prima di arrivare a descrivere le direttive pratiche al lettore e la tecnica di meditazione che culmini nell'incontro con Sofia, Palamidessi esamina tutte le sfumature del concetto teologico di “Sofia” e in particolare approfondisce il rapporto che si stabilisce fra questa entità spirituale, l'anima mundi, la Vergine Maria e la Chiesa universale.

Egli distingue innanzitutto tre tipi di sapienza: una Sapienza generata, un aspetto della Sapienza di Dio identificabile con il Logos vale a dire il Cristo come già sostenuto da Origene; una Sapienza emanata coincidente con la sefira Hockma, e una Sapienza creata ovvero la sapienza strumento della creazione del mondo, in quanto prima fra le creature che penetra e vivifica la materia del mondo manifesto pur restando trascendente. Tre “Sofie” quali tre aspetti della medesima Sapienza divina, di cui la Sofia creata sarebbe il modello eterno a cui l'anima del mondo deve aspirare.
La sofia è l'anima ideale del mondo, creata e compenetrata dalla divinità, in attesa che l'altra anima del mondo, quella decaduta in conseguenza dell'errore e involuzione adamica, si innalzi alla suprema perfezione e si identifichi in qualche modo con Lei. […]La Sapienza creata non è l'anima del mondo ma il suo modello da imitare, ed insisto ancora per non equivocare: l'idea Sofia è perfetta, è l'anima del mondo che deve tanto perfezionarsi da imitarla.
Secondo la visione archeosofica, l'anima mundi è una creatura cosmica in divenire, dotata di intelletto, volontà ed eros, un'entità vivente composta di materia ed energia eterica, astrale e mentale, compenetrante gli individui e le singole anime che popolano la terra. Questa creatura che non è la Sofia, soffrirebbe e sarebbe in attesa di essere liberata dal fardello del peccato del disordine e dell'imperfezione, esattamente come descritto da San Paolo nella sua lettera ai Romani: “la creazione geme tutta ed è come in doglie di parto… in attesa che si manifestino i figli di Dio”
La redenzione dell'anima del mondo sarebbe di fatto quel processo di trasformazione che conduce questa a coincidere con il suo modello ideale che è Sofia.
Il processo di redenzione ruoterebbe completamente intorno alla figura di Gesù Cristo e della Vergine Maria. Se Sofia rappresenta l'archetipo dell'anima del mondo, il ruolo di Maria diviene quello di mediatrice fra queste due entità. Per un archeosofo la Vergine Maria diviene la madre per eccellenza nella quale risiede Sofia, dal momento della nascita in lei del redentore. Maria sarebbe dunque "la prima monade costruttrice dell'Anima del Mondo, l'eterna Maria in preghiera prima della caduta adamica e dopo la caduta, durante la nascita, passione e morte di Gesù Cristo suo figlio, ora e sempre".
Palamidessi propone una particolare forma di meditazione sul centro cardiaco per sperimentare in prima persona un contatto intimo con questa entità spirituale e percepire nel cuore la "Grazia soprannaturale di Sofia, come fu per Bohme, Soloviev, Bulgakov".

#### La cristologia
Nella dottrina archeosofica la figura del Cristo occupa uno spazio centrale. Il Cristo viene considerato come "l'ultima manifestazione di Dio" o "l'ultimo Messia venuto sulla terra". Palamidessi intende la Rivelazione di Dio all'uomo come progressiva e portata avanti dall'incarnazione dello stesso Avatar, il Cristo o Verbo, che torna a più riprese in diversi luoghi e in diverse epoche per parlare alle persone secondo un linguaggio "coerente con la mentalità di ciascun popolo e ciascun tempo". La linea degli Avatara sarebbe la stessa dell'ordine di Melchisedech, il personaggio della Bibbia che benedice Abramo e Sara, capostipite della stirpe di David, da cui discende la linea genealogica che porta alla nascita di Gesù Cristo.

Per l'archeosofia al movimento di discesa dell'Avatar, ossia della divinità che si rivela all'uomo per farlo evolvere, corrisponde un moto di risalita dell'uomo che eleva la propria coscienza e che percorre il cammino di ascesi che porta alla divinità. Dal momento della venuta del Cristo nella figura di Gesù, e dopo il sacrificio sul Golgotha, il destino dell'uomo sarebbe mutato irrimediabilmente poiché nel suo cuore, luogo teofanico, si trova la presenza cristica.
"Il Cristiano ha il privilegio di trovarsi nell'atmosfera, nell'aura spirituale del Cristo, nel suo "Corpo Mistico", perché nell'Uomo Gesù è penetrato il Verbo. Vi è ancora dell'altro. Il Cristo è oramai una forza compresente in tutto li genere umano, indipendentemente dall'essere, e lo ripetiamo, essere o non essere battezzati. Siamo tutti "Cristofori" cioè portatori di Cristo; portatori di una luce latente; una Luce che vuole farci lume lungo il percorso evolutivo fino a Dio"
Scopo dell'ascesi mistica sarebbe quello di entrare in relazione con tale principio attraverso la meditazione, nello specifico la cardiognosi.

### L'antropologia

#### Reincarnazione, corpi sottili e centri occulti
Il pensiero archeosofico ritiene che l'uomo e la donna siano dotati di un'anima immortale, preesistente alla nascita del corpo fisico, definita con il termine “Ego”. Questa parte dell'essere umano è dunque immortale, resiste al ciclo delle reincarnazioni, pur sottostando alle leggi del Karma e della trasmigrazione. Palamidessi tratta della reincarnazione e del ricordo di vite passate come di una tecnica sperimentabile da tutti nel suo quinto quaderno della collana archeosofica: "La memoria delle vite passate e sua tecnica". Secondo Palamidessi, la credenza nella reincarnazione era diffusa nel cristianesimo primitivo, condivisa dai Padri della Chiesa, come Clemente di Alessandria, Origene, Panteno e San Gregorio di Nissa.

##### La struttura dell'Io: i tre principi immortali.
La parte immortale, definita Ego o Individualità, a sua volta sarebbe composta da una triade di principi distinti, dunque secondo la dottrina archeosofica, la parte che perdura alle reincarnazioni è una e trina. I suddetti principi immortali si chiamano: Spirito, Anima Emotiva, Anima Erosdinamica. La trinità umana troverebbe un chiaro collegamento con la Trinità Divina secondo cui il Padre corrisponde allo Spirito, il Figlio all'Anima Emotiva, e lo Spirito Santo all'Anima Erosdinamica.
L'Ego si esprimerebbe attraverso diversi corpi sottili, che si compenetrano tra loro, creando un tutt'uno con il corpo fisico, attraverso centri di gravità (chakra o centri di forza) che avrebbero corrispondenze precise in ogni corpo sottile, fino ad avere una corrispondenza anatomica nel corpo fisico.
I corpi sottili dell'uomo e della donna sarebbero: il corpo eterico, il corpo astrale e il corpo mentale. Questi compenetrerebbero il corpo fisico e sarebbero tutti interdipendenti tra loro. Lo spirito userebbe come veicolo il corpo mentale e si farebbe sentire nel corpo fisico. Lo spirito sarebbe la fonte delle più nobili facoltà, come “la volontà, l'intelletto, la memoria, l'intuizione delle Verità Eterne, l'amore religioso e misericordioso”.
L'anima emotiva userebbe come veicolo il corpo astrale. L'anima Emotiva viene vista come razionale che presiede al sentimento, all'immaginazione, alla morale, alla memoria e alla passione.
L'anima erosdinamica userebbe come veicolo il corpo eterico o doppio eterico. L'anima erotica o erosdinamica sarebbe “il centro di gravità inerente alla sfera psichica erotica, generativa e dotata di un suo dinamismo che si esercita sulle funzioni vegetative del corpo fisico e delle sue energie vitali”.

#### La costituzione invisibile

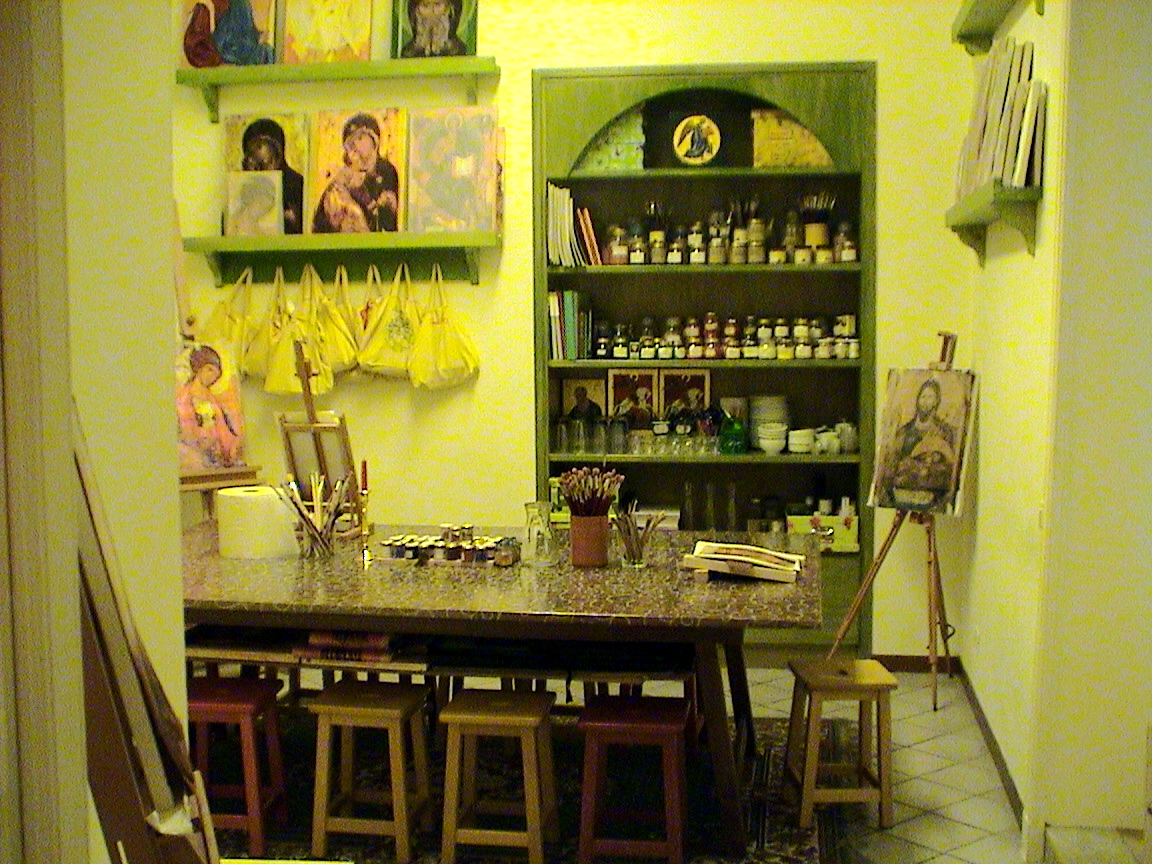
Laboratorio di iconografia della sede archeosofica di Pistoia

L'archeosofia vede l'uomo come una struttura complessa, composta da una serie di corpi sottili, di cui quelli transitori sarebbero:
- l'eterico,[19]
- l'astrale,[20]
- il mentale,[21] costituito a sua volta da una parte inferiore, e una superiore chiamata
- corpo causale.[22]

Vi sarebbe poi una triade di principi immortali, ovvero: 
1. spirito,[23]
2. anima,[24]
3. anima erosdinamica (termine coniato da Palamidessi stesso).[25]

Questi tre principi immortali, che insieme al corpo causale costituirebbero il nucleo dell'Ego, sarebbero all'origine del funzionamento dei tre corpi invisibili sopra elencati, lo spirito essendo legato al mentale, l'anima all'astrale e l'anima erosdinamica all'eterico.
Essi corrisponderebbero inoltre ad alcuni centri "occulti" dell'uomo (chakra) e sarebbero percepibili durante la prassi ascetica attraverso la meditazione su tali centri. In particolare, lo spirito sarebbe legato al centro frontale (situato tra le sopracciglia), l'anima al centro cardiaco (in prossimità del cuore) e l'anima erosdinamica al centro basale (alla base, cioè, della colonna vertebrale).
L'uomo è per Palamidessi una creatura in perenne evoluzione, attraverso la legge della metempsicosi: con il proprio corpo causale l'uomo attraverserebbe infatti la catena delle reincarnazioni, legato al proprio karma. Egli, nella visione di Palamidessi, anela all'Assoluto senza forma che risiede al di là della manifestazione sensibile, un Assoluto che è Potenza, Sapienza e Amore.
Il principale strumento dell'evoluzione è per Palamidessi l'ascesi, intesa come esercizio continuo, lotta per il perfezionamento interiore, allenamento dell'uomo spirituale che vuole rendere i propri principi animici armoniosi e aderenti ai loro modelli archetipici e divini. L'ascesi, secondo Palamidessi, avvicina la creatura al Creatore, favorendo il processo di divinizzazione che i Padri orientali chiamano theosis; essa favorirebbe inoltre, a un altro livello, il fiorire dei cosiddetti "sensi spirituali" (chiaroveggenza, chiaroudienza, ricordi di vite passate).

#### La dottrina del Guardiano della Soglia
Nella dottrina archeosofica il Guardiano della Soglia è una forma-pensiero che, come uno specchio, riflette gli effetti delle azioni e dei pensieri dell'Individuo al quale è collegato, esprimendone con esattezza le inclinazioni e il grado di evoluzione morale. Nell'escatologia archeosofica, il Guardiano della Soglia costituisce la possibilità per l'Individuo di creare un altro sé stesso, modellando direttamente, attraverso il proprio operato, una nuova immagine. Tale immagine costituirebbe l'archetipo del futuro corpo di risurrezione, quel corpo che sarà adatto alla vita nei secoli venturi. Questo meccanismo di modellazione sarebbe lo stesso che in fasi precedenti dell'evoluzione ha condotto l'uomo a formare l'attuale corpo fisico con la costituzione dei corpi sottili. Il Guardiano accompagnerebbe l'individuo nelle sue successive reincarnazioni contribuendo a fornire un'impronta specifica ai nuovi corpi nel momento della rinascita sulla Terra. Scopo dell'evoluzione dell'Individuo nel corso delle reincarnazioni sarebbe proprio quello di trasformare il proprio Guardiano in un'immagine angelica perfetta.
L'uomo farebbe esperienza del proprio Guardiano in specifici momenti legati all'evoluzione dell'individuo come nel caso dello sdoppiamento, fenomeno ascetico nel quale la parte spirituale dell'individuo si separa volontariamente dalla parte fisica. Tali incontri costiuirebbero della apparizioni sintomatiche che indicherebbero all'asceta le caratteristiche del suo percorso evolutivo. La visione del Guardiano ricorderebbe all'Individuo la necessità indicata da San Paolo nella Lettera agli Efesini (Ef. 4, 22-24) di spogliarsi dall'uomo vecchio per sostituirlo con l'Uomo nuovo: "Ma voi non così avete imparato a conoscere il Cristo, se davvero gli avete dato ascolto e se in lui siete stati istruiti, secondo la verità che è in Gesù, ad abbandonare, con la sua condotta di prima, l'uomo vecchio che si corrompe seguendo le passioni ingannevoli, a rinnovarvi nello spirito della vostra mente e a rivestire l'uomo nuovo, creato secondo Dio nella giustizia e nella vera santità".

#### L'uomo, la donna e l'ascesi di coppia
All'interno della dottrina archeosofica il tema del rapporto uomo-donna, e in particolare il ruolo della figura femminile nel contesto spirituale, viene trattato con rilevanza fin dalle prime pubblicazioni degli anni sessanta.
"Per l'Archeosofia, la donna [...] racchiude l'impronta della maternità divina. La donna è uno spirito, una forza spirituale equivalente a quella dell'uomo".
Palamidessi esprime estensivamente la visione archeosofica della donna nel suo secondo quaderno: "L'Iniziazione per la Donna e l'Adeptato femminile". Secondo Palamidessi, l'origine dei sessi è celata da Mosé nelle pagine della Genesi sotto l'apparente semplicità del mito. In questa visione, prima dello spazio e del tempo, Adamo-Eva androgino, dotato di un immenso potere creativo, per avanzare nel processo evolutivo necessita di una presa di coscienza, avvenuta mediante la sua parte "femminile, attrattiva". Proveniente da questa primordiale scissione, la donna, riflesso dell'Eterno Femminino, ha caratteristiche interiori, emozioni, intelletto che la distinguono dall'uomo.
"La psicologia della donna è caratterizzata dalla profondità e dalla forza del sentimento. Ciò coincide con la sua inclinazione all'intimità, alla spiritualità, all'ardente desiderio di curare, di soccorrere di essere qualcosa per gli altri. È evidente che questa dota innata può essere messa al servizio della vita religiosa propria e altrui".
Palamidessi negli scritti archeosofici ribadisce che la via del sacerdozio e dell'iniziazione è aperta sia agli uomini sia alle donne, così come avveniva nel passato, sull'esempio della Scuola Pitagorica o della Scuola Cristiana del Didaskaleion, nelle quali le donne erano ammesse al culto e alla celebrazione dei misteri. Nella dottrina archeosofica viene messo in risalto il principio dell'ascesi a due:
"Per entrambi dovrà verificarsi l'incontro dell'anima sposa. Il Signore ha creato le anime maschili e femminili perché, amandosi, lo amassero".
Questa ascesi di coppia, che ha avuto illustri rappresentanti nella mistica cristiana trova il suo naturale contesto nell'istituzione del sacramento matrimoniale, a cui Palamidessi dedica uno specifico Quaderno della collana Archeosofica.

#### Il Libro cristiano dei morti
Il “Libro cristiano dei morti” di Palamidessi è un trattato e un breviario liturgico per accompagnare l'anima dei defunti nel post-mortem, in linea con le indicazioni e i precetti di cultura buddhista confluiti nel cosiddetto Libro tibetano dei morti. Riprendendo altresí molti temi caratteristici delle Ars Moriendi del Medioevo cristiano, rielaborati in chiave moderna secondo la dottrina archeosofica, questo libro si propone come manuale per prepararsi ai giorni che seguono la morte fisica. Gran parte delle indicazioni nel libro sono dedicate all'aiuto da offrire ai morenti, attraverso suggerimenti e preghiere che possano aiutarli a passare i momenti dell'agonia e a prepararsi al momento del trapasso. In realtà, nell'ottica di Palamidessi, questo libro fornisce una guida utile nel travaglio di tutta la vita in modo da preparare le condizioni ideali per una “buona morte”. Palamidessi lo definisce:
“un breviario vivo perché sarà usato da suggeritori qualificati – Iniziati, persone in possesso di facoltà paranormali, o almeno dotate di grande spirito caritativo – per guidare l'anima del defunto affinché superi le prove dell'aldilà, compatibilmente con il suo grado di perfezione morale conseguita in vita".
Secondo la visione di Palamidessi, al momento della morte l'uomo, composto da un corpo fisico e da vari corpi sottili (eterico, astrale, mentale, causale), si disgrega e l'insieme dei corpi sottili abbandona il corpo fisico. Non appena il principio cosciente, uscito dal corpo, riconosce e abbraccia la bianchissima Luce della risurrezione di Cristo, si salva trasferendosi in paradiso sfuggendo così al ciclo delle reincarnazioni. Se non avviene questo riconoscimento, la coscienza sopravvive nei diversi piani dell'aldilà, ma confusa, ottenebrata, ed è come in preda a una sorta di sogno. Palamidessi, con un'espressione tratta dalla letteratura tibetana, parla di “stato crepuscolare”, in cui il defunto:
“vede altre anime vere ed anche persone e situazioni allucinatorie, simboliche, create dal potere rappresentativo della mente spirituale”.
Questi luoghi di soggiorno nell'aldilà corrisponderebbero a ciò che il cristianesimo tradizionale denomina “inferno”, “purgatorio” e “paradiso”, costituendo lo “stato intermedio”, in cui il defunto errerebbe senza alcun riferimento, talora desiderando di tornare nel corpo fisico. È questa la condizione di coloro che necessitano di un aiuto, di una assistenza spirituale. Le esortazioni che si trovano nel libro cristiano dei morti sono un invito a riconoscere la luce divina e a fissarsi in essa, cessando di identificarsi con la personalità terrestre, con i residui psichici a essa legati e ancora operanti nell'aldilà. Il viaggio nell'oltretomba comporterebbe talora visioni di cose, luoghi, persone e spiriti, non reali ma simboli creazioni della mente, illusioni talmente ingannevoli da trascinare il viaggiatore verso pericolose derive.
L'Io personale di ogni singolo individuo dunque morirebbe sulla Terra per rinascere nell'aldilà dopo un periodo di espiazione avviandosi nuovamente verso una rinascita sulla Terra in un continuo divenire ameno di non riuscire a interrompere il ciclo delle rinascite uscendo da circuito chiuso esistenziale fuori dal quale esiste il Regno di Dio.

## L'ascesi spirituale

### Le ascesi proposte da archeosofica
L'archeosofia si pone come una dottrina esoterica di ispirazione cristiana basata principalmente sull'ascesi che ne è il fulcro. Lo stesso Palamidessi definisce nei suoi scritti l'archeosofia come una "filosofia a posteriori", ovvero dove l'aspetto dottrinale viene sempre confermato e testimoniato dalla sperimentazione.

L'ascesi, esercizio continuo necessario per elevarsi spiritualmente, viene definita:
"Quel processo interiore, a quella lotta che impegna la persona umana a perfezionarsi e a salire i gradini verso l'unione con Dio".
L'archeosofia propone una "ascesi integrale" che tiene conto ugualmente sia della costituzione fisica sia spirituale dell'essere umano e divide una serie di percorsi paralleli elencati sinteticamente da Palamidessi in sette punti principali:
- Ascesi fisiologica e psicosomatica;
- Ascesi sociale;
- Ascesi mistica;
- Ascesi teurgica
- Ascesi magica;
- Ascesi cosmica;
- Ascesi sapienziale o iniziatica.
All'interno di queste ascesi, l'archeosofia prevede un percorso di pratiche ed esercizi che coinvolgono varie tecniche tra le quali anche la meditazione sui simboli e il controllo dei sogni allo scopo di ottenere lo stato definito "veglia perenne".

### L'ascesi mistica e la cardiognosi
Nel 1969 Tommaso Palamidessi dà alla luce, in seno all'archeosofia, una via mistica e ascetica che espone nel suo 11º Quaderno della collana archeosofica: “L'ascesi mistica e la meditazione sul cuore”. L'argomento centrale del quaderno è la Cardiognosi ovvero la “conoscenza del cuore metafisico” secondo le tecniche e l'esperienza dei grandi Santi della Chiesa Cattolica e dell'esicasmo ortodosso rielaborate e rivissute in modo coerente alla società contemporanea. Se le tecniche ascetiche e mistiche sono generalmente pensate per monaci isolati dal mondo, “diversa e anche drammatica è la situazione per la madre di famiglia carica di figli e di pesi domestici, sovente distrutta nella salute e avvilita; ben diversa è la condizione della figlia, del fratello, della sorella che provvedono al fabbisogno dei familiari; ben diversa dal monaco è la condizione del padre di famiglia, sia egli operaio, contadino, impiegato, professionista; ben diversa è la condizione degli studenti e dei militari dell'epoca moderna”. Con questa idea Palamidessi presenta le tecniche archeosofiche per il raggiungimento della Cardiognosi, “per sperimentare i primi incontri edificanti con la “Luce interiore” e il primo vero dialogo nel segreto del proprio cuore con la Sapienza” secondo una esperienza “così stupenda” che “può farci supporre di non aver più bisogno di altro”.

### L'ascesi artistica
Nel suo sistema integrale l'archeosofia impiega anche l'arte quale forma e via d'ascesi. Secondo Palamidessi l'arte è la "rappresentazione della realtà esteriore delle cose appartenenti al mondo minerale, vegetale, animale e umano, trasfigurata in Bellezza dal genio dell'artista". Attraverso l'arte, l'asceta può ri-creare il mondo. In questo modo l'artista esercita una caratteristica creativa, una creazione relativa rispetto a quella assoluta del Creatore. Qualora l'artista nella sua ricerca mistica di contemplazione del Vero, sappia far risplendere la verità spirituale interiore, allora tale opera artistica costituirà un elemento di avvicinamento a Dio:
"L'Arte è un'inconscia ricerca del supremo Artista dal quale escono da sempre i meravogliosi quadri della natura, le galassie, i sistemi solari, il giuoco delle energie, la manifestazione della vita minerale, vegetale, animale, umana, superumana. L'artista cerca Dio perché intuisce d'avere con Lui una certa parentela e di portare avanti quindi l'immagine impressa nello spirito".
Quando crea, l'artista, formerebbe un'immagine interiore che prende poi vita nel supporto fisico della sua opera. Le qualità dell'opera sarebbero totalmente dipendenti dalle inclinazioni dell'autore, ossia dal suo sviluppo spirituale.
"L'Arte è alta e perfetta in senso superlativo quando non soltanto appaga i bisogni fisici del senso estetico, le leggi della bellezza formale, la fedele rappresentazione della realtà esteriore e della vita, le esigenze dell'umanità, ma esprime la verità spirituale interiore, la realtà non apparente delle cose, la realtà più profonda, la gioia di Dio Creatore espressa nel mondo, la sua bellezza e il suo fascino attrattivo, e la manifestazione della forza e dell'energia divina nella creazione del mondo fenomenico".

#### L'iconografia
Secondo la tradizione, la realizzazione di un'icona è molto più della realizzazione di un dipinto. Qualora venga seguito il tradizionale procedimento, l'icona si rivela come un potente strumento ascetico.
"(L'icona è) un prezioso strumento dell'arte sacra che aiuta all'ascesi: i suoli colori simbolici ed i suoi canoni pittorici costituiscono una scienza estetica per l'autosuperamento di sé stessi e l'imitazione perfetta di Cristo".
L'efficacia nella realizzazione dell'icona a scopo ascetico e liturgico, richiederebbe al pittore di trovarsi in uno stato di "santità" così da poter comunicare al dipinto la sua carica psichica. In questo modo l'icona si comporterebbe esattamente come uno specchio, assorbendo l'energia dell'asceta che l'ha realizzata in stato di ricettività al divino, per poi rifletterla sullo spettatore che si ferma ad ammirarla o a meditare su essa. A questa condizione fondamentale si aggiungerebbe le necessità di seguire delle leggi legate al colore e alla geometria sacra che si basano su principi immutabili e che si ritrovano nei canoni estetici dell'Iconografia ortodossa. Inoltre, sottoponendo l'icona ad una speciale consacrazione liturgica, permettendone così la penetrazione alle "divine energie increate", essa diventerebbe uno "specchio temporale dell'eternità", un luogo teofanico ricettacolo della Presenza Divina. L'ascesi mediante la realizzazione e la meditazione delle icone viene definita "Iconognosia" e corrisponderebbe all'equivalente occidentale della pratica sui mandala.
"L'icona ha una funzione didattica, è un richiamo costante a Dio, alle sue energie, al Cristo, allo Spirito Santo, alla Vergine a Sofia, e al desiderio di imitarli. Fissarne i simboli significa entrare in risonanza con gli archetipi di essi e riceverne i benefici influssi [...]. L'icona si può considerare un castello di meditazione, un cerchio magico, un mezzo potente sul quale fissare lo sguardo fisico e l'occhio della mente per isolarsi dal mondo profano ed entrare nel mondo sacro".

#### La musica e la melurgia
Anche l'arte musicale, impiegata nel giusto modo, favorirebbe il risveglio mistico e iniziatico dell'asceta.
"Note, composizioni melodiche e accordi devono eccitare al risveglio i sette centri psichici che sono occhi e orecchi tesi e in ascolto per vedere i mondi soprasensibili e udire le voci dei Santi".
A incentivare questo genere di lavoro interverrebbe la "melurgia", metodo già conosciuto e praticato al tempo delle scuole misteriche pre-cristiane e cristiane. Essa poggerrebbe su presupposti esoterici, in particolare sulla conoscenza delle corrispondenze micro-macrocosmiche.
"La melurgia va oltre il normale canto religioso per quanto perfetto esso sia [...]. La melurgia è archeosofica e in quanto tale è musica esoterica, cioè conoscitrice e risvegliatrice dei rapporti dei suoni modulati e armonizzati della scala diatonica e le diverse parti segrete dell'Uomo, dai suoi organi corporei, pelle, respiro, ai corpi sottili energetici [...] quali il corpo eterico, il corpo emozionale, il corpo mentale, fino all'Io composto di anima, eros e spirito, nonché dei sette centri fondamentali del Corpo Causale, strumento dell'Io. La melurgia opera quando l'individuo si isola e prega in segreto il Padre che è nei cieli al suono melodico correttore delle dissonanze che intercorrono tra lui e l'Archetipo dell'umanità redenta dal sacrificio del Dio-Uomo, l'Archetipo o Anima del Mondo, Sofia, la Sapienza creata".
Secondo l'archeosofia nel lavoro melurgico, diventa necessaria la sintonia con l'ottava cosmica con la quale l'anima umana deve accordarsi mediante la conoscenza delle connessioni invisibili tra i suoni e i vari piani della realtà.

## Definizione dell'archeosofia

Tommaso Palamidessi (1915-1983)

"L'archeosofia facilita la conoscenza dei mondi superiori tramite lo sviluppo nell'uomo dei nuovi sensi definiti spirituali".
"Gli archeosofi costituiscono nel mondo moderno della cultura scientifica, filosofica, religiosa, artistica, politica e filologica, una libera e volontaria fratellanza di persone di sesso diverso, che vogliono coltivare la vita dello spirito in se stessi e nella società, sulla base della conoscenza integrale del mondo fisico e spirituale".
"L'archeosofia, prima di diventare dottrina, è stata ed è esperienza che fa risalire ai primi princìpi, attraverso la pratica di numerose ascesi [...]. Una delle esperienze di queste ascesi è la morte apparente volontaria, lo sdoppiamento o fuoriuscita dell'uomo energetico dal corpo fisico, per visitare, esplorare e prendere contatto cosciente con i diversi piani o mondi e con i loro guardiani e abitanti: sdoppiamento o viaggio di andata e ritorno in piena coscienza".
"L'archeosofia è perciò una filosofia a posteriori, perché gli sperimentatori facenti parte dei suoi gruppi hanno scoperto e imparato i veri metodi psicobiofisici e spirituali per calcare uno ad uno i gradini delle diverse e numerose iniziazioni".»
(Tommaso Palamidessi, Tradizione arcaica e fondamenti dell'iniziazione archeosofica, 1968)

## Opere dell'Autore
- Tradizione arcaica e fondamenti dell'iniziazione Archeosofica, 29 settembre 1968;
- L‘iniziazione per la donna e l'adeptato femminile, 26 ottobre 1968;
- Gli scopi dell'Ordine iniziatico Loto+Croce, 22 maggio 1969;
- Introduzione ai Misteri Maggiori e Minori, 6 aprile 1969;
- La memoria delle vite passate e sua tecnica, 4 ottobre 1968;
- Come sdoppiarsi e viaggiare nei mondi soprasensibili, 1969;
- Diventare medium ad alto livello ultrafanico, 16 febbraio 1969;
- La costituzione occulta dell'uomo e della donna, 16 febbraio 1969 [1979];
- Guida all'astrazione, concentrazione e meditazione, 7 novembre 1969;
- I guardiani delle soglie e il cammino evolutivo, 15 novembre 1969;
- L'ascesi mistica e la meditazione sul cuore, 1 novembre 1969;
- La meditazione sulla sfera sessuale e l'ascesi, 3 novembre 1970;
- Dinamica respiratoria e l'ascesi spirituale, 16 febbraio 1979;
- La via dei simboli e la trasmutazione spirituale, 6 agosto 1978;
- Risveglio e sviluppo dei centri di forza (I-II), s.d. [31 marzo 1974];
- Educazione fisica e ginnastica psicosomatica, s.d.;
- Regime alimentare e dietetica dell'iniziato, 7 marzo 1980;
- Esperienza Misterica del santo Graal, 16 ottobre 1970;
- Il problema esoterico dei sessi, il matrimonio ed i figli, 28 maggio 1972;
- Le basi dell'astrologia iniziatica personale, 15 settembre 1975;
- Elementi della tradizione kabbalistica, s. d.;
- Alchimia teorica e pratica ermetica, s.d.;
- L'ascesi artistica i colori e la pittura, (I-IV), s.d. [1971];
- Il canto, la poesia, la melurgia, la danza e la catarsi, (Trattato di musica e melurgia Archeosofica), s. d.;
- Lingue sacre, grammatica jeratica e parole teurgiche, s.d.;
- La spiritualità dei numeri sacri, 22 agosto 1982;
- Storia del cristianesimo esoterico, s.d. [1983];
- Commento esoterico ai quattro evangeli, 15 giugno 1972;
- Il labirinto dei sogni e la veglia perenne, 11 giugno 1978;
- Dizionario enciclopedico di Archeosofia, 16 febbraio 1979;
- Gli esercizi spirituali quotidiani dell'Archeosofo, 6 maggio 1979;
- Piccolo erbario medicinale, 16 febbraio 1979;
- Metapsichica e spiritismo pratico, 27 giugno 1971;
- Le meraviglie della radiestesia, 1971;
- Il libro cristiano dei morti, s.d. 1967];
- Manuale di ipnomagnetismo curativo, 1979;
- La trasmutazione del cuore nei santi della chiesa, 24 aprile 1971.